# 洪立熙
洪立熙（英語：Brian Lap Hei HUNG，1985年8月27日—），曾為香港青少年排名第一的網球員，曾代表香港參加台維斯盃、亞運會、全運會等大型賽事。

## 早年生活
洪立熙的父親洪德成曾任體育新生命基金會行政總裁，患上糖尿病已超過二十載，洪老先生因擔心兒子會因遺傳而同樣患上糖尿病，因此洪老先生在兩個兒子小時候，便開始讓他們學習網球，建立運動習慣。洪立熙早年就讀香港加拿大國際學校，4歲時就和哥哥一起學網球，十多歲已在分齡賽中勝出，很快便成為精英運動員。

## 運動員生涯
2003年，洪立熙代表港隊參加在長沙舉行的第五屆全國城市運動會，並且奪取了一面金牌。2005年更代表香港參加在土耳其舉行的世界大學生運動會。單打世界排名最高為993位，雙打則為1530位。台維斯盃戰績為10勝2負。

## 榮譽
- 香港傑出運動員選舉

「香港傑出青少年運動員」（2003年）
- 美國全國大學運動員協會運動員風範大獎 Sportsmanship Award（2007年），每年協會從全國各大學運動項目的運動員中挑選男女運動員各一名，頒發此獎項以表揚他們在運動員的公平，文明，誠實，無私，尊重和責任方面的超卓表現。

## 個人生活
2015年1月26日與香港粵語流行音樂歌手吳雨霏結婚。2018年6月19日，其妻產下一子。2019年9月27日，其妻再產下一女。

## 外部連結
- 洪立熙（英文/西班牙文）的官方資料
- 洪立熙的國際網球總會 職業／青少年 官方資料（英文）
- 洪立熙的官方資料（英文）